# Букер, Крис (бейсболист)
Кристофер Скотт Букер (англ. Christopher Scott Booker, 9 декабря 1976, Монровилл, Алабама) — американский бейсболист, питчер. Играл в Главной лиге бейсбола с 2005 по 2007 год. Победитель Кубка мира 2007 года в составе сборной США.

## Карьера
Крис Букер был выбран на драфте МЛБ 2005 года клубом «Чикаго Кабс» сразу после окончания старшей школы. В том же году он дебютировал в профессиональном бейсболе в Лиге Галф-Кост. В 1998 году он выступал в Лиге Среднего Запада в составе «Рокфорд Каббис». В фарм-системе Кабс Крис продвинулся до уровня АА-лиги и перед началом сезона 2001 года был обменян в «Цинциннати Редс» на аутфилдера Майкла Такера.
Сезон 2001 года Букер провёл в составе «Чаттануги» в качестве реливера. Он сыграл в 61 матче, сделав 101 страйкаут. Он был одним из лучших молодых игроков в системе «Редс», но весной 2002 года во время сборов Крис получил серьёзную травму плеча. Руководство команды не стало выводить его из расширенного состава, но год он пропустил полностью. Восстановившись после операции, Букер вернулся на поле в сезоне 2003 года в составе «Дейтон Дрэгонз».
Чемпионате 2004 года Крис начал в АА-лиге за «Лукаутс», став одним из лучших питчеров сезона. Его пропускаемость в 28 сыгранных матчах составила всего 1,38. Затем он был переведён в ААА-лигу в «Луисвилл Бэтс». В первой части сезона 2005 года Букер сыграл в 59 матчах за «Бэтс», сделав 20 сейвов. Он по-прежнему выделялся большим числом сделанных страйкаутов — в 65 иннингах он вывел из игры таким способом 91 отбивающего. В сентябре, после расширения составов, Крис был вызван в основной состав «Редс» и дебютировал в Главной лиге бейсбола.
Букер сыграл за «Редс» неудачно, проведя всего три матча с пропускаемостью 31,50. После окончания сезона его отчислили. В 2006 году он играл за семь разных команд, в том числе клубы МЛБ «Канзас-Сити Роялс» и «Вашингтон Нэшионалс». В сентябре Крис провёл десять игр за Вашингтон, не пропуская очков в восьми. Он остался в системе клуба ещё на сезон, хотя большую часть 2007 года выступал в ААА-лиге в составе «Коламбус Клипперс». Букер стал вторым в Международной лиге по числу сделанных сейвов. В июле он также провёл три матча за «Нэшионалс». Осенью 2007 года Крис в составе сборной США стал победителем Кубка мира. За «Клипперс» Крис отыграл сезон 2008 года, после окончания которого принял решение завершить свою карьеру. 